# Placa dels Andes Septentrionals

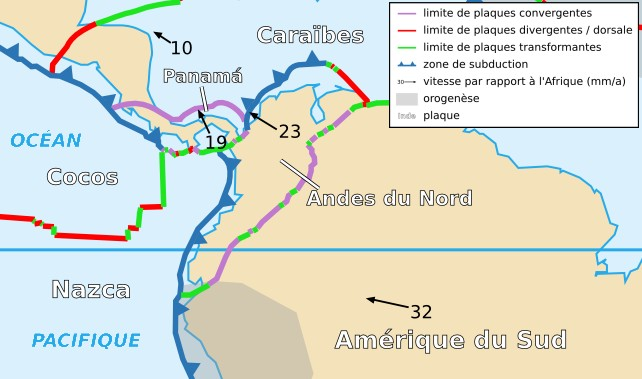
Mapa de la Placa dels Andes Septentrionals i les plaques veïnes (en francès)

La placa dels Andes Septentrionals és una petita placa tectònica situada al nord de la serralada dels Andes. La seva superfície és de 0,02394 estereoradiants. Està associada generalment a la Placa sud-americana i està constituïda únicament de litosfera continental. Aquesta placa va quedar encaixonada entre la Placa Sud-americana i la Placa de Nazca a causa de la major velocitat d'aquestes dues. A causa de la subducció de la placa de Nazca aquesta zona és molt propensa a l'activitat volcànica i sísmica.